# بتل‌شیپ کلای بالوارک (۱۸۵۹)
بتل‌شیپ کلای بالوارک (۱۸۵۹) (به انگلیسی: Bulwark-class battleship (1859)) یک کلاس از کشتی است که طول آن ۲۵۲ فوت (۷۷ متر) می‌باشد.